# The Original Bootlegs
The Original Bootlegs è una serie di sei album dal vivo della cantautrice statunitense Tori Amos, pubblicati nel 2005.
Il boxset è composto da sei doppi CD (12 CD in tutto) registrati durante altrettanti concerti.

## Tracce

### Auditorium Theatre Chicago, IL 4/15/05
- Pubblicato: 30 agosto 2005
- Registrato: Chicago, 15 aprile 2005

CD 1
1. Original Sinsuality – 3:53
2. Father Lucifer – 5:34
3. Mother Revolution – 5:26
4. Yes, Anastasia – 7:12
5. Apollo's Frock – 5:47
6. Parasol – 4:48
7. Mother – 7:28
8. Operator – 6:19
9. Circle Game – 6:39
10. Cars & Guitars – 4:37

CD 2
1. Space Dog – 7:41
2. Marianne – 5:18
3. Barons of Suburbia – 6:07
4. Cool on Your Island – 5:45
5. The Beekeeper – 10:19
6. Honey – 4:44
7. Sweet the Sting – 5:56
8. Cloud on My Tongue – 6:56
9. Ribbons Undone – 7:22

### Royce Hall Auditorium Los Angeles, CA 4/25/05
- Pubblicato: 30 agosto 2005
- Registrato: Los Angeles, 25 aprile 2005

CD 1
1. Original Sinsuality – 3:55
2. Silent All These Years – 5:47
3. Parasol – 5:35
4. Doughnut Song – 7:00
5. Yes, Anastasia – 5:55
6. Jamaica Inn – 6:34
7. Cool on Your Island – 5:21
8. Livin' on a Prayer – 5:53
9. All Through the Night – 4:31

CD 2
1. Barons of Suburbia – 6:18
2. Take to the Sky – 6:19
3. Cloud on My Tongue – 6:33
4. Ruby Through the Looking-Glass – 6:45
5. The Beekeeper – 10:56
6. Tear in Your Hand – 6:26
7. Toast – 5:12
8. Sweet the Sting – 5:31
9. Twinkle – 4:05

### Paramount Theatre Denver, CO 4/19/05
- Pubblicato: 4 ottobre 2005
- Registrato: Denver, 19 aprile 2005

CD 1
1. Original Sinsuality – 3:31
2. Little Amsterdam – 6:58
3. Icicle – 6:36
4. Your Cloud – 5:58
5. Jamaica Inn – 6:23
6. Father Lucifer – 5:07
7. Cool on Your Island – 5:31
8. I Ran – 5:32
9. Suzanne – 6:49

CD 2
1. The Power of Orange Knickers – 4:21
2. Cloud on My Tongue – 6:45
3. Space Dog – 8:08
4. Parasol – 4:50
5. Carbon – 6:18
6. The Beekeeper – 11:11
7. Leather – 5:06
8. Putting the Damage On – 6:42

### Manchester Apollo Manchester, UK 6/5/05
- Pubblicato: 4 ottobre 2005
- Registrato: Manchester, 5 giugno 2005

CD 1
1. Original Sinsuality – 4:05
2. Little Amsterdam – 7:33
3. Leather – 4:40
4. Beauty Queen – 1:42
5. Horses – 4:46
6. Liquid Diamonds – 8:43
7. Suede – 7:59
8. Strange – 4:36
9. Don't Look Back in Anger – 6:13
10. My Favorite Things – 3:26

CD 2
1. Winter – 7:25
2. Carbon – 5:32
3. Ribbons Undone – 7:07
4. Spring Haze – 8:26
5. The Beekeeper – 10:33
6. Not the Red Baron – 3:39
7. Never Seen Blue – 7:02
8. Sweet the Sting – 5:57

### Hammersmith Apollo London, UK 6/4/05
- Pubblicato: 15 novembre 2005
- Registrato: Londra, 4 giugno 2005

CD 1
1. Original Sinsuality – 4:17
2. Father Lucifer – 5:15
3. Icicle – 5:42
4. Mother Revolution – 7:32
5. Take to the Sky – 5:33
6. Yes, Anastasia – 5:36
7. Bells for Her – 6:44
8. Father Figure – 6:20
9. Like a Prayer – 5:08

CD 2
1. Winter – 7:25
2. Cooling – 5:26
3. Jamaica Inn – 6:44
4. Witness – 6:55
5. The Beekeeper – 10:50
6. Sweet the Sting – 6:21
7. Rattlesnakes – 5:56
8. Hoochie Woman – 3:39
9. Hey Jupiter – 7:12

### Bank of America Pavilion Boston, MA 8/21/05
- Pubblicato: 6 dicembre 2005
- Registrato: Boston, 21 agosto 2005

CD 1
1. Original Sinsuality – 4:29
2. Caught a Lite Sneeze – 7:14
3. Amber Waves – 6:27
4. Martha's Foolish Ginger – 5:14
5. Winter – 7:27
6. Pancake – 5:27
7. Cool on Your Island – 5:31
8. Total Eclipse of the Heart – 7:58
9. Angie – 6:24

CD 2
1. Barons of Suburbia – 8:32
2. Garlands – 8:44
3. Tear in Your Hand – 9:03
4. The Beekeeper – 13:00
5. Dream On – 6:36
6. Pretty Good Year – 5:24
7. Playboy Mommy – 5:29
8. 1,000 Oceans – 6:47